# Dudley Moore

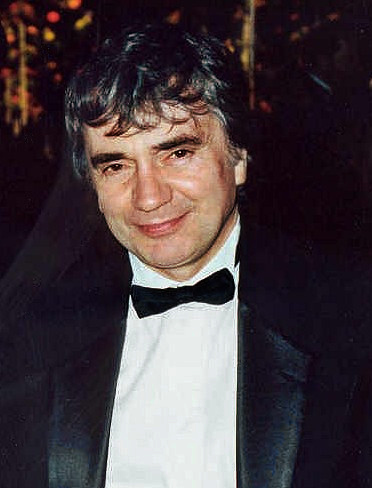
Dudley Moore bei der Verleihung der Emmys 1991

Dudley Stuart John Moore CBE (* 19. April 1935 in Dagenham, England; † 27. März 2002 in Plainfield, New Jersey) war ein britischer Komiker, Schauspieler und Musiker.

## Leben
Dudley Moore brachte in den 1960er Jahren als Musiker (unter anderem Komponist, Pianist) im Bereich Easy Listening, Blues und Jazz zahlreiche Instrumentals heraus, unter anderem Moon Time (1967), Sweet Mouth (1967), Italy (1968), 30 Is A Dangerous Age Cynthia (1968), Head First (1968). Es erschienen mehrere LPs auch unter dem Namen seiner Formation The Dudley Trio Moore.
Dudley Moore begann seine Karriere als Komiker sowie Autor und Darsteller in britischen Revuen. Während seines Studiums der Musik in Oxford (Orgel, Klavier, Komposition) traf er Alan Bennett, Peter Cook und Jonathan Miller, die zu Beginn der 1960er die Comedy-Gruppe Beyond the Fringe, eine Art Vorgänger von Monty Python’s Flying Circus formten. Zusammen mit Peter Cook trat er in verschiedenen Zwei-Mann-Shows auf und hatte seine ersten Filmauftritte in Letzte Grüße von Onkel Joe (1966), Trau keinem über 30 (1968), Danach (1969) und Der Hund von Baskerville (1977).
1981 stand er zusammen mit Liza Minnelli in Arthur vor der Kamera und erhielt hierfür eine Oscar-Nominierung als Bester Hauptdarsteller. Weitere Filme der 1980er und 1990er konnten diesen Erfolg nicht wiederholen, z. B. Oh, Moses! (1980), Six Weeks (1982), Lovesick – Der liebeskranke Psychiater (1983) und Nichts ist irrer als die Wahrheit (1990). 1993 hatte er kurzzeitig eine eigene Sitcom namens Dudley.
In erster Ehe war er von Juni 1968 bis zur Scheidung im September 1972 mit der Schauspielerin Suzy Kendall verheiratet. Im September 1975 heiratete er die Schauspielerin Tuesday Weld. Aus der Ehe, die im Juli 1980 geschieden wurde, ging ein Sohn hervor. Danach war er einige Jahre mit der Sängerin und Schauspielerin Susan Anton liiert. Von 1988 bis 1991 war er mit Brogan Lane und von 1994 bis 1998 mit Nicole Rothschild, mit der er einen weiteren Sohn hatte, verheiratet. Auch diese Ehen wurden geschieden. Dudley Moore starb am 27. März 2002 im  Alter von 66 Jahren an den Folgen einer Lungenentzündung als Nebenwirkung von PSP.

## Filmografie (Auswahl)
- 1966: Letzte Grüße von Onkel Joe (The Wrong Box)
- 1967: Mephisto '68 (Bedazzled) – Regie: Stanley Donen
- 1968: Trau keinem über 30 (30 is a Dangerous Age, Cynthia) – Regie: Joseph McGrath
- 1969: Monte Carlo Rallye (Monte Carlo or Bust!)
- 1969: Unter der Treppe (Staircase) (Filmmusik)
- 1969: Danach (The Bed-Sitting Room) – Regie: Richard Lester
- 1972: Alice im Wunderland (Alice’s Adventures in Wonderland)
- 1978: Eine ganz krumme Tour (Foul Play)
- 1978: Der Hund von Baskerville (The Hound of the Baskervilles) – Regie: Paul Morrissey
- 1979: Zehn – Die Traumfrau (10)
- 1980: Oh, Moses! (Wholly Moses!)
- 1981: Arthur – Kein Kind von Traurigkeit (Arthur)
- 1982: Six Weeks – Regie: Tony Bill
- 1983: Jason, die Flasche (Romantic Comedy) – Regie: Arthur Hiller
- 1983: Lovesick – Der liebeskranke Psychiater (Lovesick) – Regie: Marshall Brickman
- 1984: Bitte nicht heute nacht! (Unfaithfully Yours) – Regie: Howard Zieff
- 1984: Angriff ist die beste Verteidigung (Best Defense)
- 1984: Micky + Maude – Regie: Blake Edwards
- 1985: Santa Claus
- 1986: Miez und Mops – Zwei tierische Freunde (Erzähler)
- 1987: Wie der Vater, so der Sohn (Like Father Like Son)
- 1988: Arthur 2 – On the Rocks
- 1990: Nichts ist irrer als die Wahrheit (Crazy People) – Regie: Tony Bill
- 1992: Irren ist mörderisch (Blame it on the Bellboy) – Regie: Mark Herman

## Auszeichnungen
- 1975 mit dem Grammy Award ausgezeichnet für Beste gesprochene Aufnahme für Good Evening
- 1982 mit dem Golden Globe Award ausgezeichnet als „Bester Hauptdarsteller in einer Komödie oder einem Musical“ in Arthur – Kein Kind von Traurigkeit
- 1985 mit dem Golden Globe Award ausgezeichnet als „Bester Hauptdarsteller in einer Komödie oder einem Musical“ in Micky + Maude
- 2001 mit dem Commander des Order of the British Empire

Dudley Moore ist für seine Filmkarriere mit einem Stern auf dem Hollywood Walk of Fame verewigt (7018 Hollywood Blvd.).